# أو تي في (لبنان)
قناة أو تي في (OTV)، هي محطة تلفزيونية لبنانية تابعة للتيار الوطني الحرّ بقيادة الزعيم اللبناني ميشال عون.

شعار قناة أو تي في السابق

## برامج القناة
- LOL (تقديم هشام وارزة الشدياق)
- شو بتتوقّع مع مايك فغالي
- يوم جديد
- Reflex
- خبر أو خبرية
- الحوار السياسي (تقديم جورج ياسمين، ديما صادق)
- الحق يقال (تقديم ماغي فرح)
- فكر مرتين (تقديم شيرلي المر)
- في التفاصيل (تقديم رولى معوض)
- نقطة فاصلة (تقديم حبيب بونس)
- غني مع غسان (تقديم غسان الرحباني)
- أوفريرا (برنامج كوميدي ساخر)
- لاقونا عالسّاحة
- عشرة بعد النشرة
- اوف (برنامج زجل)
- جايين نجرّبكم
- فيفتي فيفتي
- عيش بيروت (تقديم ستيفاني فيصل)
- NEXT :(تقديم سيرج أسمر)
- جيل الإنجيل (برنامج دينيّ، تقديم الأب جوزف سويد) *جوسيب شو :(تقديم إيلي باسيل)
- افّ (UF) (برنامج كوميدي ساخر)

المسلسلات:
- شيري بالتقسيط
- ناستيا
- جاد ونور

## توجهات القناة
OTV أرضية مشتركة للتنوع في الرأي العام لتلبية احتياجات وأذواق الغالبية العظمى من السكان اللبنانيين في لبنان والانتشار اللبناني في جميع أنحاء العالم . أمّا سياسياٌ فتميل القناة لتأييد الموقف السياسي للتيار الوطني الحر ۔

## وصلات خارجية
- الموقع الرسمي للقناة